# Douglas Haig, 1:e earl Haig
Douglas Haig, 1:e earl Haig av Bemersyde, född 19 juni 1861 i Edinburgh, död 28 januari 1928, var en brittisk arméofficer och fältmarskalk under första världskriget.

## Biografi
Haig blev 1885 officer vid 7:e husarregementet, deltog som generalstabsofficer med utmärkelse i kriget i Sudan 1898 och blev major 1899 och sändes samma år till Sydafrika. 
Under andra boerkriget tjänstgjorde han först som generalstabsofficer vid general Bullers stab, därefter som stabschef i kavalleridivisionens stab under general John French och slutligen som chef för en grupp mobila kolonner. 1901 blev han överstelöjtnant och chef för 17:e lansiärregementet. 1903 överste och kavalleriinspektör vid brittisk-indiska armén och 1904 generalmajor. 
År 1906 återkallades han till England där han blev chef vid krigsministeriet och tog verksam del i arméns omorganisation. År 1909-1912 verkade han som generalstabschef i Indien och blev därefter befälhavare över garnisonen i i Aldershot. 

### Första världskriget
Vid första världskrigets utbrott blev han chef för 1:a armékåren, som han under French förde vid slaget vid Mons, slaget vid Marne, slaget vid Aisne och första slaget vid Ypres. I november 1914 utnämndes han till general. När brittiska armén i början av 1915 delades i två arméer, erhöll Haig befälet över 1:a armén, som han förde i slaget vid Neuve Chapelle, slaget vid Festubert och slaget vid Loos. 
Haig efterträdde i december samma år French som högste befälhavare över de brittiska stridskrafterna på västfronten, vilket befäl han sedan utövade till krigets slut. Med undantag av tiden för de allierades våroffensiv 1917, då han tillfälligtvis ställdes under Robert Nivelle, förde han detta befäl självständigt ända till 4 april 1918, då Ferdinand Foch blev överbefälhavare över de allierades arméer. Tidtals ställdes även franska högre truppförband under Haigs befäl. I januari 1917 utnämndes han till fältmarskalk. Efter krigets slut blev Haig (1919) överbefälhavare över stridskrafterna i hemlandet, men avgick efter några månader (1920) på grund av tjänstens indragning.
Som belöning för gjorda tjänster åt fäderneslandet upphöjdes han 1919 till earl Haig av Bemersyde (i grevskapet Roxburgh i Skottland) och erhöll av parlamentet 100 000 pound sterling i statsgratifikation. Haig utgav Cavalry studies (1907).

### Eftermäle
Haig har varit föremål för debatt om hur hans roll och militära ledarskap under kriget ska ses av eftervärlden. Synen på Haig skiljer sig åt mellan historiker. Haig anklagas bland annat för att ha accepterat höga förluster som inte ledde fram till genombrott på slagfälten. Han ska inte heller ha insett de nya moderna vapnens inverkan på krigföringen. De höga brittiska förlusterna i människoliv gav honom öknamnet "Butcher Haig" och "Butcher of the Somme" efter det blodiga slaget i Somme under första världskriget. Haig är trots segrar i första världskriget en av de mest kontroversiella militära ledarna i Storbritanniens historia.
Haig var en av grundarna till Royal British Legion och dess ordförande fram till sin död. 1920 var han med och initierade Poppy appeal till minne av de stupade i världskriget. Organisationens säte bär namnet Haig House.

## Utmärkelser
- Storkors av Leopoldorden,  24 februari 1916[15]
- 1914–15 Star
- Riddare med storkors av Bathorden
- Kejsardömet Indiens orden
- Ramaorden
- Frihetskorset (Estland)
- Uppgående solens orden med paulowniablomster, första graden
- British War Medal
- Torn- och svärdorden
- Sankt Mauritius och Sankt Lazarusorden
- Storkors av Hederslegionen
- Danilo I:s orden
- Storofficer av Hederslegionen
- Miloš Obilićs tapperhetsmedalj
- Distinguished Service Medal
- Georgsorden, fjärde klass
- Kommendör av Kejsardömet Indiens orden
- Mikael den tappres orden
- Riddare med storkors av Victoriaorden
- Karageorgevitjs stjärnas orden
- Tistelorden
- Tjeckiska Segermedaljen
- Förtjänstorden
- Croix de guerre 1914–1918
- Médaille militaire
- Paulowniaorden

[Redigera Wikidata]